# Shawn Fanning

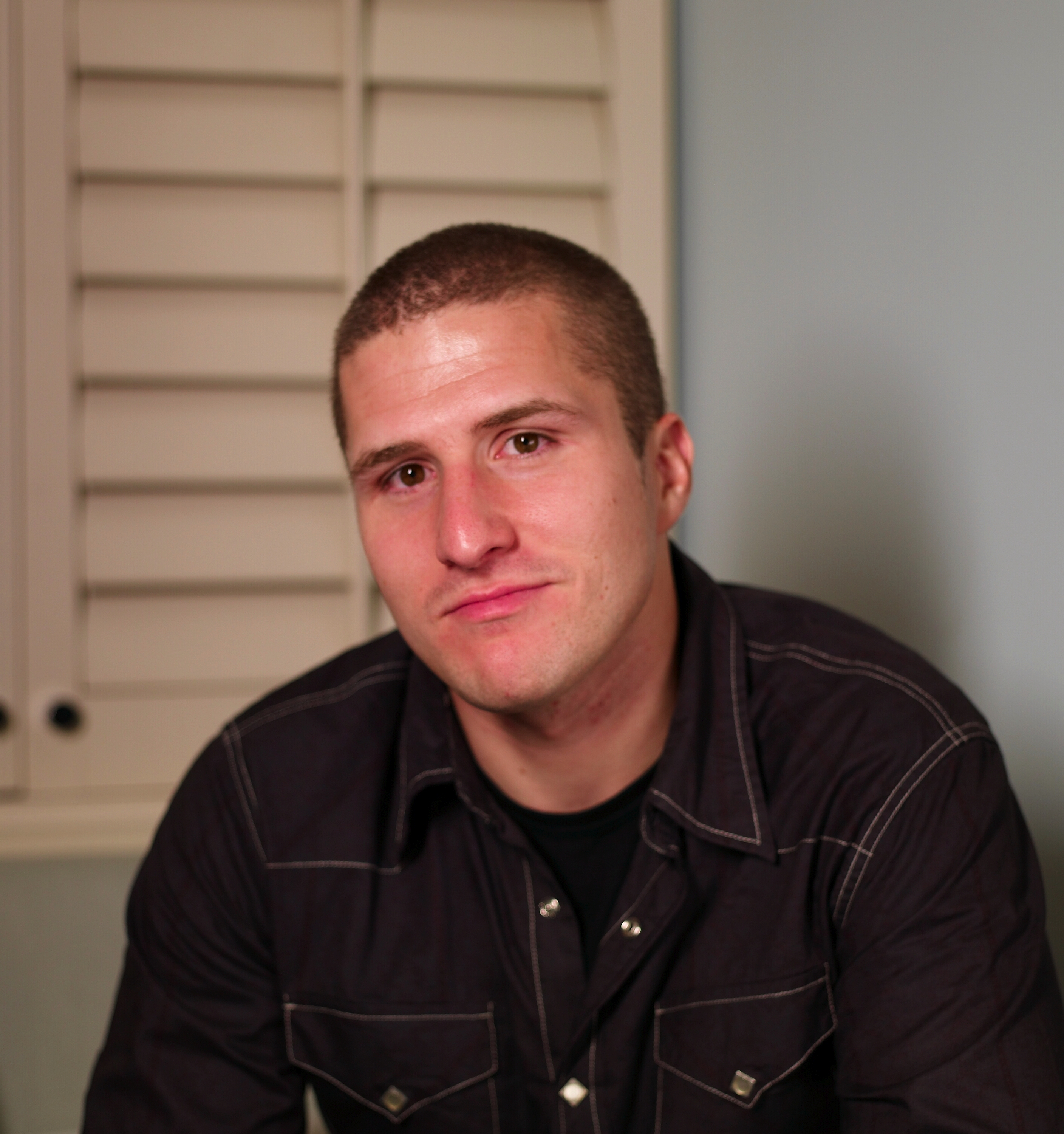
Shawn Fanning am 14. Dezember 2007

Shawn Fanning (* 22. November 1980 in Brockton, Massachusetts) ist ein US-amerikanischer Internet-Unternehmer.

## Projekte
- Napster: Er entwickelte 1998 Napster, die erste populäre Peer-to-Peer-Filesharing-Plattform. Fanning entwickelte das Programm, während er die Northeastern University in Boston besuchte. Der Medienrummel um Napster brachte dem Filesharing-Netz immer mehr neue Benutzer, aber bald war Napster das Ziel einiger von der Musikindustrie unterstützter Prozesse – die schließlich zum Abschalten des Netzes führten. Seit 2002 gehören die Markenrechte an Napster der Napster, Inc. (ehemals Roxio, Inc.).

- Snocap: Im Jahr 2003 gründete Fanning ein neues Unternehmen, die Snocap Inc., die Tauschbörsen den Verkauf legaler Musik ermöglichen soll. Die Geschäftsidee hatte jedoch zunächst nicht Fuß gefasst. Im Jahr 2007 wurden 26 der 57 Angestellten gekündigt, um die Firma attraktiver für Käufer zu machen. 2008 übernahm der Web-2.0-Dienstleister Imeem die Firma.[1]

- Rupture: Im Jahr 2006 startete Fanning sein drittes Projekt Rupture, ein soziales Netz für Spieler und Spielfiguren, das 2008 für 15 Millionen Dollar von Electronic Arts übernommen wurde. 2009 wurde Fanning entlassen.[2]

## Sonstiges
Shawn Fanning hatte 2003 einen kleinen Auftritt im Film The Italian Job – Jagd auf Millionen. Er spielte sich selbst an der Seite von Seth Green als Lyle, der behauptet, der wahre Erfinder von Napster zu sein. In einer Rückblende sieht man Shawn Fanning, als Mitbewohner des schlafenden Lyle, beim Stehlen einer Diskette mit dem Programm aus dessen Computer.